# Ulica Kazimierza Wielkiego we Wrocławiu
Ulica Kazimierza Wielkiego – jedna z najstarszych ulic Wrocławia. 

## Historia
Obiegająca część Starego Miasta forma przestrzenna trasy jest reliktem wewnętrznej fosy miejskiej, należącej niegdyś do systemu obronnego Wrocławia, oraz równoległych do niej ulic. Wewnętrzne mury miejskie i zwana Czarną Oławą fosa utraciły po powiększeniu miasta w 1263 (i po utworzeniu drugiej, zewnętrznej linii murów wraz z nową zewnętrzną Fosą Miejską) swoje pierwotne znaczenie. Do zewnętrznej części miasta prowadziły przerzucone nad fosą mosty, które kontrolowane były przez wzniesione przy nich bramy. W późnym średniowieczu zaczęto wznosić nad wewnętrzną fosą różne zabudowania, przede wszystkim domy rzemieślników. Przednie elewacje domów tworzyły kilkanaście uliczek i zaułków. Jedynym śladem dawnego bogactwa toponimów jest dziś podwójne nazewnictwo ulicy Białoskórniczej – Nowego Świata.
Architektura wąskich domów rzemieślników była skromna. Do dziś zachowało się kilka wyrwanych z dawnego kontekstu wąskich uliczek grup takich budynków (przy ul. Białoskórniczej, Psie Budy i Kazimierza Wielkiego). Nad fosą wznoszono budynki, m.in. stajnie, przytułek i zachowany do dziś szpital Świętego Grobu oraz kilka obiektów sakralnych:  kościół św. Wojciecha, luterańskie kościoły św. Krzysztofa i Opatrzności Bożej. Największe założenie architektoniczne stanowił zespół pałacu królów pruskich, obecnie (2010) Muzeum Miejskie.
Po epidemii cholery w 1866 fosę osuszono i zasypano wedle koncepcji architekta miejskiego Carla Johanna Christiana Zimmermanna. Będące w początku XIX w. dzielnicą biedoty ciasne uliczki stanowiły poważny problem higieniczny i socjalny. W tym czasie, w pasie dawnej fosy, powstało kilka okazalszych obiektów użyteczności publicznej, m.in. gmach Miejskiej Kasy Oszczędności i Biblioteki Miejskiej (obecnie Biblioteka Uniwersytecka).

## Zabytki
Do rejestru zabytków województwa dolnośląskiego położonych przy ulicy Kazimierza Wielkiego wpisane są:
- dawny szpital Grobu Świętego z XV w., ul. Kazimierza Wielkiego 1 (d. ul. Nowy Świat 41/43)
- kamienica z XVIII w., ul. Kazimierza Wielkiego 9 (d. ul. Złote Koło 3)
- Kamienica Pod Złotym Wieńcem z XVI w., ul. Kazimierza Wielkiego 11 (d. ul. Złote Koło 4)
- kamienica z XVIII w., ul. Kazimierza Wielkiego 13 (d. ul. Złote Koło 5)
- kamienica z 2. połowy XVIII w., ul. Kazimierza Wielkiego 15 (d. ul. Złote Koło 6)
- Kamienica Pod Złotym Kołem z 2 poł. XVIII w., ul. Kazimierza Wielkiego 17 (d. ul. Złote Koło 7)
- kościół ewangelicki pw. Opatrzności Bożej, tzw. dworski z połowy XVIII w., ul. Kazimierza Wielkiego 29
- Kamienica Pod Srebrnym Pucharem z 1859 r., ul. Kazimierza Wielkiego 31
- kamienica z 1914 r. z oficyną z lat 1862-63, ul. Kazimierza Wielkiego 33
- zespół pałacu królewskiego, ul. Kazimierza Wielkiego 33/35
- 2 kamienice z 1. połowy XVI w., ul. Kazimierza Wielkiego 39 (d. 40/41)
- kamienica z XVIII w., ul. Kazimierza Wielkiego 41 (d. 42)
- kamienica z połowy XIX w., ul. Kazimierza Wielkiego 43
- pałac Selderów z ok. 1730 r., ul. Kazimierza Wielkiego 44
- 3 kamienice z XIX/XX w., ul. Kazimierza Wielkiego  47, 49, 51
- Kamienica Pod Trzema Gołębiami z XVIII w., ul. Kazimierza Wielkiego 65 (d. ul. Słodowa 17)